# Sankt Matteus kyrka, Malmö
Sankt Matteus kyrka är en kyrkobyggnad i Malmö. Den är sedan 2014 församlingskyrka i Malmö pastorat, S:t Johannes församling i Lunds stift.

## Kyrkobyggnaden
Kyrkan stod färdig 1983 och är utformad av professor Sten Samuelson och bryter markant mot den traditionella bilden av en kyrka. Kyrkan ligger i Annelund i direkt anslutning till parken Enskifteshagen. Arkitekten har inspirerats av detta och låtit träden symboliskt fortsätta in i kyrkan. Yttertaket vilar på sex pelare som ska ge associationer till träd med grenar och kronor. Taket, som till stora delar är i glas, ger kyrkan ett speciellt ljus.
Altaret, i vit Carraramarmor, utgör kyrkans centrum. Bänkarna är placerade i en halvcirkel. Kyrkgolvet, som sluttar från alla sidor mot altaret, är ett verk av konstnären Gustav Kraitz. Det består av handgjorda keramiska plattor, som skiftar i olika färger.
Klockstapeln har tre klockor.

## Inventarier
Dopfunten, ritad av kyrkans arkitekt, är i kristall och gjord på Kosta glasbruk.